# Acroloxus pseudolacustris
Acroloxus pseudolacustris е вид коремоного от семейство Acroloxidae.

## Разпространение
Видът е ендемичен за провинция Гилан в Иран, но вероятно се среща и в провинция Мазандаран.